# Orgyia antiqua

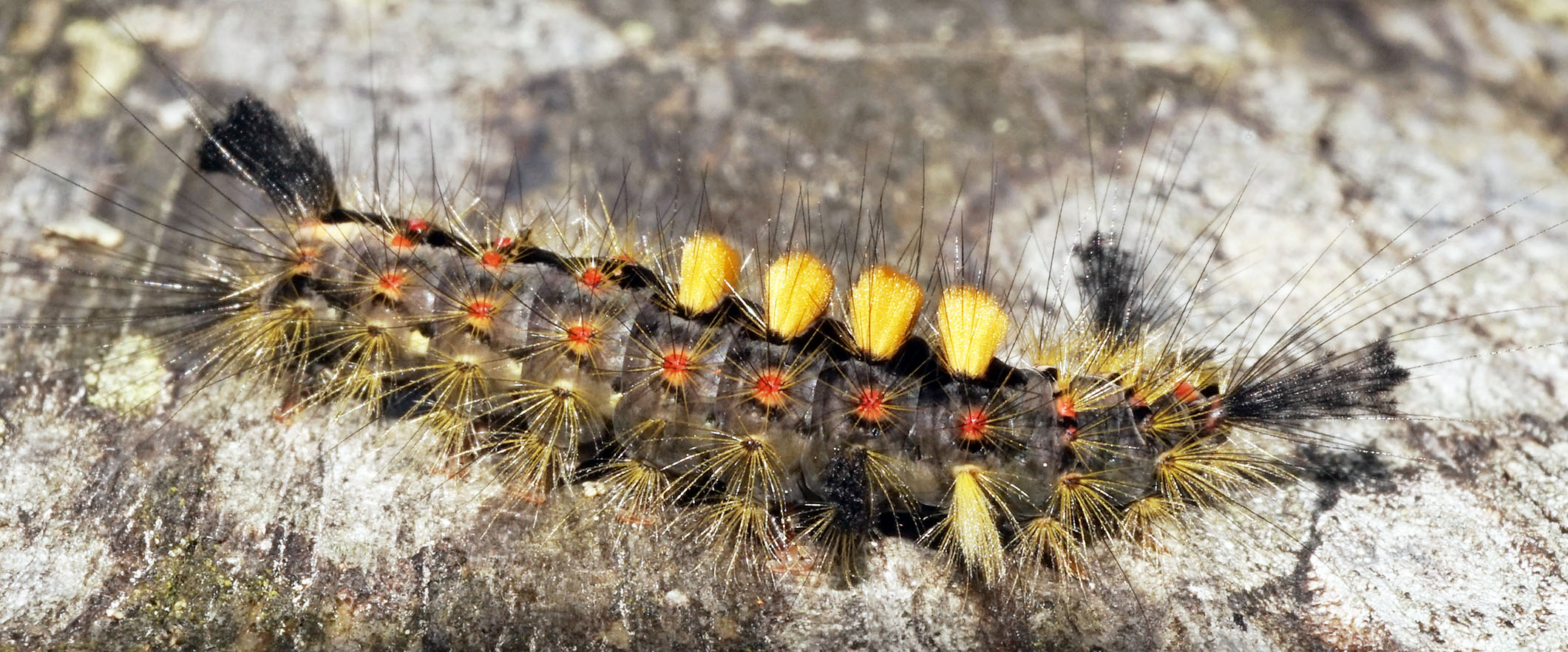
Larva

Il bombice antico o orgia (Orgyia antiqua (Linnaeus, 1758)), è un lepidottero defogliatore polifago, appartenente alla famiglia Erebidae, diffuso in Eurasia e America Settentrionale; è infestante delle pomacee, drupacee, latifoglie ornamentali e forestali.

## Descrizione

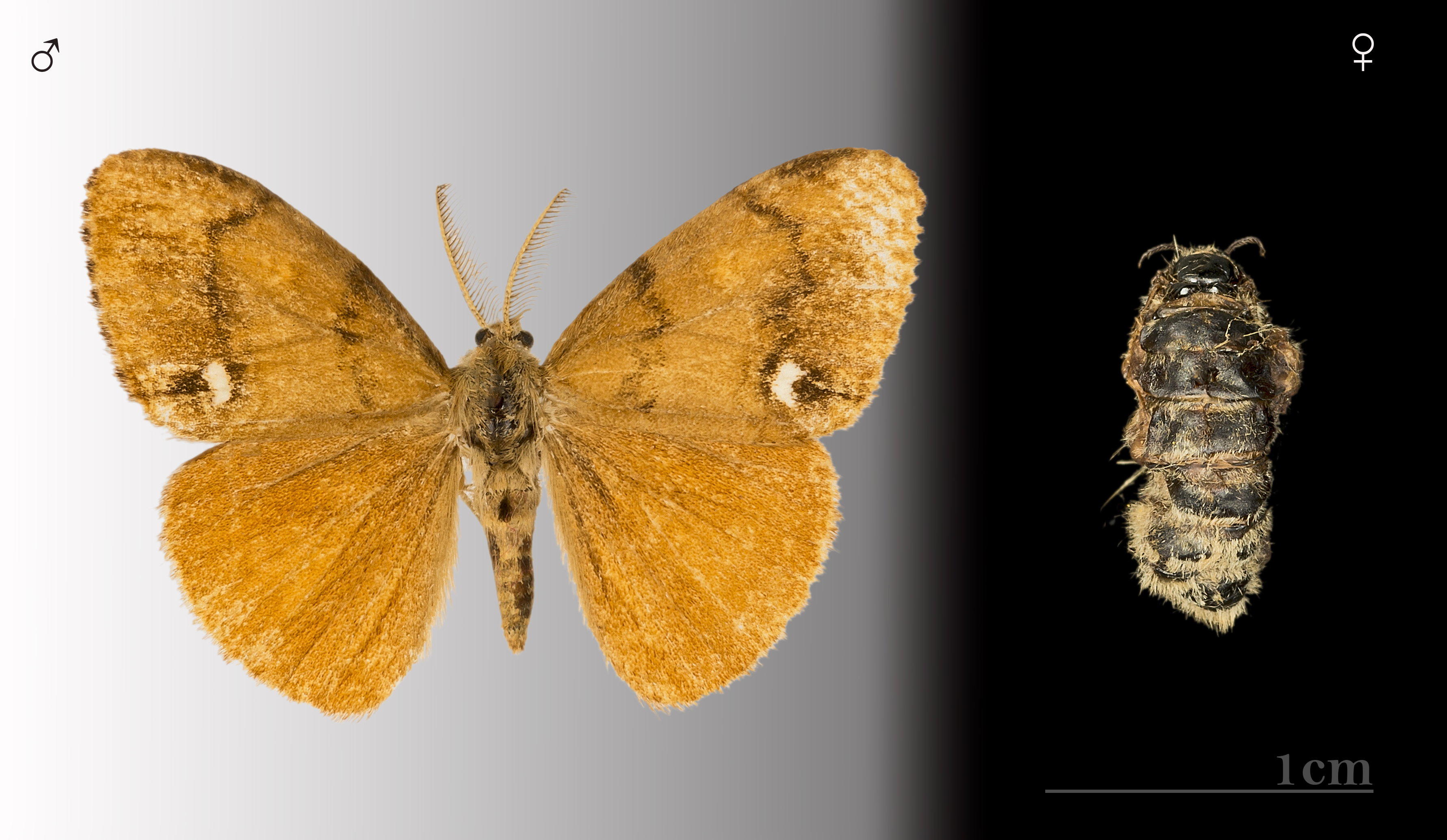
Dimorfismo sessuale

Allo stadio adulto è caratterizzato da uno spiccato dimorfismo sessuale: i maschi hanno le ali anteriori di colore ocraceo rugginoso più o meno scuro e con un'evidente macchia biancastra presso il margine dorsale; l'apertura alare è di circa 30–35 mm, mentre le femmine presentano un abbozzo alare dorsale molto atrofizzato e il corpo è di colore grigiastro e cicciotto. Le larve sono pelose, abbastanza vistose per la loro tipica colorazione; presentano sul dorso 4 ciuffi di peli, compatti e colorati di giallastro o biancastro e nella parte terminale del dorso presentano tubercoli aranciati o rossastri, da cui partono radi ciuffi di peli biancastri. In posizione craniale partono due lunghi ciuffi di setole nerastre, simili a corna; un ciuffo analogo si evidenzia nella parte terminale dell'addome.

## Biologia

### Ciclo biologico

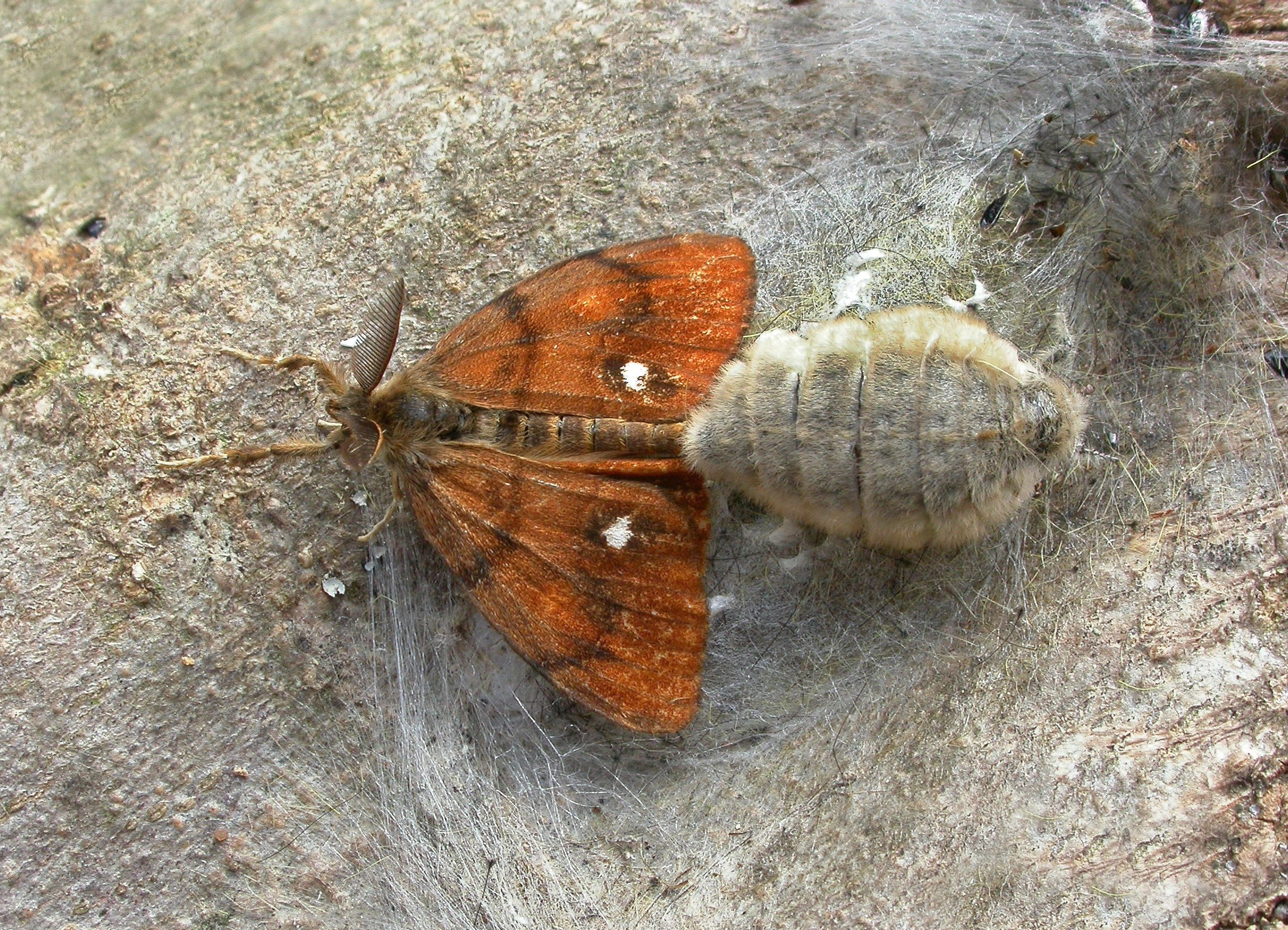
Orgyia antiqua in accoppiamento

L'Orgia sverna come uovo; i primi adulti compaiono in giugno e compiono, in media, 2-4 generazioni all'anno.

### Danni
Il danno è provocato dalle stesse larve, che determinano profonde erosioni sia sulle foglie, con danno indiretto per la riduzione della superficie fotosintetizzante, sia sui frutti, per le erosioni superficiali che assomigliano a quelle dei ricamatori.

## Metodi di lotta
L'Orgia è un insetto non molto frequente nei frutteti, in cui si applicano tecniche di difesa contro gli altri fitofagi che svolgono il ciclo nello stesso periodo in cui essa è attiva.
La sua presenza può però, a volte, divenire troppo numerosa e pertanto occorrono interventi specifici.
Si possono effettuare monitoraggi preventivi mediante trappole sessuali, da porre in frutteto nelle prime due decadi di giugno.
Nel caso si debba intervenire, si effettuano trattamenti con:
- Bacillus thuringiensis ssp. kurstaki, attivo sulle giovani larvette;
- Diflubenzuron, Flufenoxuron, Teflubenzuron e Triflumuron, chitino-inibitori, attivi sulle ovature e su giovani larve;
- insetticidi larvicidi o ovicidi, come lotta integrata e guidata; i prodotti utilizzabili sono: Azinfos-metile, Clorpirifos, ecc.

Tra i nemici dell'Orgia vanno ricordati i Ditteri Tachinidi (Exorista) parassitoidi delle larve.